# Автомагістраль Москва — Санкт-Петербург М11 «Нева»
Швидкісна автомагістраль Москва — Санкт-Петербург М11 «Нева»  (федеральна автомобільна дорога ) — автомагістраль між Москвою та Санкт-Петербургом, що знаходиться в процесі будівництва (в експлуатацію введені окремі ділянки). На більшості дільниць за проїзд передбачається стягувати плату. Після завершення будівництва діюча федеральна автомагістраль М10 «Росія», яка на окремих ділянках вичерпала свою пропускну спроможність, буде безкоштовним дублером нового платного автошляху. 
Загальна протяжність автошляху складає 684 км. Це один з перших великих платних автошляхів Росії. Починаючи від Москви, магістраль пройде Московською (90 км), Тверською (253 км), Новгородською (233 км) та Ленінградською областями (75 км) до Санкт-Петербурга.
Автошлях категорії 1А має від двох до п'яти смуг в кожну сторону і розрахункову швидкість руху 150 км/год. На її шляху буде зведено 100 мостових споруд, а також побудований ряд транспортних розв'язок. Проєктуванням займається група підприємств «Дорсервіс».
Введення в експлуатацію швидкісної автотраси планувалося у 2018 році. Будівництво ділянки завдовжки 217 км почалося у 2014 році і мало завершитися на початку 2018 року, до початку Чемпіонату світу з футболу, що проводився в Росії. З введенням автошляху в експлуатацію на всій протяжності, Санкт-Петербург стане другим, після Уфи, містом Росії, які мають автомобільне сполучення з Москвою відразу за двома автомобільними дорогами федерального значення.